# 地神力
地神力（日語：ガイアフォース），是日本現役純種競賽馬匹。目前主要勝場有2022年聖烈特紀念。

## 出賽前
2019年2月21日出生於北海道安平町追分牧場，成長途中於拍賣會上被馬主公司KR Japan Co. Ltd.（由貝本隆三擔任負責人）以3240萬日圓購入，其後交由栗東訓練中心練馬師杉山晴紀訓練。

## 競賽生涯

### 2歲
2021年9月5日出戰小倉競馬場2歲新馬戰，比賽初段維持在約莫第三的先頭位置，在彎道處開始發力於直路上一直被提早上前的勝局在望壓制，最終以第二完賽。
其後因為輕微受傷而未有繼續出戰，進入休養狀態。

### 3歲
2022年3月出戰3歲未勝利戰，本次比賽繼續採用先頭戰術，留守好位下在彎道處逐步突圍，進入直路後順利加速衝刺以4馬位優勢取得首個分級賽冠軍。
其後出戰梓賞，比賽初段位置在領放馬Saint Camellia後方第二的位置，在直路上嘗試加速追擊對手，但最終仍然被拉開下以1 1/2馬位差距落敗。
夏季繼續出戰一捷馬戰國東特別，本次比賽於第二的位置穩步推進，在通過第三、四彎道之間時發力越過對手取得領先。進入直路後，其在內欄位置繼續以優秀的反應展開加速，不斷拉開後方對手下最終以7馬位優勢大勝，同時做出破紀錄的1分56.8秒完賽時間。
秋季選擇增程出戰聖烈特紀念，比賽初段透出之下保持在約莫第六的位置穩步推進，在比賽途中亦能維持在有遮擋的姿態。進入直路後，其順利由所在位置提速上前，和前方的一勝再勝展開纏鬥下最終壓贏對手，以頭位優秀贏得首個分級賽冠軍。
10月按照計劃出戰菊花賞，然而保持在前頭位置下在直路中段經已力盡，最終以第八的戰績落敗。

### 4歲
2023年以1月的美國賽馬會盃作為首戰，比賽初段保持在第四左右的先頭位置展開推進，但在直路上未能順利加速突圍，最終表現較為均速下以第五落敗。
稍為休養過後縮程出戰讀賣盃，比賽途中一直處於後方位置等待時機，在彎道處略微抽出準備發力。進入直路後，其進一步展開加速衝刺變過外檔的速度大師爭奪位置，可惜未能戰勝對手下以頸位差憾負。
6月進軍一級賽安田紀念，本次比賽繼續保持在中團的位置，於直路上成功由中檔位置逐步突圍而出，最終僅敗於前人足跡、秀逸小島及速度大師取得第四。
進入秋季，其重新增程度出戰產經賞，出閘後逐步由所處的中檔位置移入內欄取位，但於直路上未能順利保持走勢被對手壓制，最終跑獲第五的戰績。
其後以秋季天皇賞作為目標，比賽初段面對快放的金積驥，其仍然選擇於第二的位置推進。進入直路後，其雖然開始後退被對手超越，但最終仍然可以保住一席第五的入板戰績。
年末選擇以三級賽挑戰盃作為收官之戰，本次比賽採取先行戰術一直維持在第三附近，但直路稍微乏力未能位置走勢下最終以第六落敗。

### 5歲
2024年轉戰泥地賽事並直接挑戰二月錦標，比賽初段保持在中團的第八左右，面對前方賽駒做出的超快步速仍然可以沉穩應對未有太動作。進入直路後，其待前方馬群散開後隨即衝出蠶食對手，雖然一直未能迫近透出的尼羅長流。但仍然可以壓制Tagano Beauty及輕而鬆，最終以第二的戰績完賽。
完成二月錦標後，陣營原定安排其遠征澳洲角逐女皇伊利沙伯錦標，但3月15日被發現左腳第二掌骨骨折下需要休養，遠征計劃亦因而擱置。
6月由於回復進度良好以復出出戰安田紀念，比賽途中一直穩守中團第七、八左右的位置逐步推進，在彎道處稍為發力下上前取位。進入直路後，其亦能展現不俗的衝勢逐步突破，最終僅敗於浪漫勇士、匯兩川及神志勇進取得第四。
前往放草過後在12月上旬出戰日本冠軍盃，本次比賽保持在稍為後的位置於第三、四彎道處提早加速上前，但最終在直路失速下以第十五大敗。

### 6歲
進入2025年，其首戰仍然為二月錦標，但本次比賽處於中後方位置展開推進無法於直路形成有效的加速，最終僅跑獲第七的戰績。
其後遠征香港出戰冠軍一哩賽，比賽開始後從外檔位置衝前保持在約莫第三、四的位置，但一直被頂在外疊位置下在直路想未能順利加速，最終以第九落敗。
回國後以安田紀念作為目標，比賽初段選擇以穩定的步速保持在馬群之中，一直位置遮擋的狀態下同時稍微放慢速度。進入直路後，其在中檔位置尋找位置，迅速外閃下成功望空，最終跑出不俗的末腳下直迫前方的對手，僅敗於遠觀天象取得第二的戰績。

### 詳細賽績
| 日期       | 舉辦國家 | 馬場 | 距離   | 級別 | 賽事名稱     | 負重 | 騎師       | 馬號 | 出馬 | 名次 | 時間    | 頭馬（二馬）      |
| ---------- | -------- | ---- | ------ | ---- | ------------ | ---- | ---------- | ---- | ---- | ---- | ------- | ----------------- |
| 5/9/2021   | 日本     | 小倉 | 草1800 |      | 2歲新馬      | 54   | 松山弘平   | 13   | 10   | 2    | 1:50.3  | 勝局在望          |
| 12/3/2022  | 日本     | 阪神 | 草2000 |      | 3歲未勝利    | 56   | 松山弘平   | 16   | 15   | 1    | 2:00.4  | （Black Shield）  |
| 14/5/2022  | 日本     | 中京 | 草2000 |      | 梓賞         | 56   | 松山弘平   | 9    | 6    | 2    | 1:59.8  | Saint Camellia    |
| 3/7/2022   | 日本     | 小倉 | 草2000 |      | 國東特別     | 54   | 松山弘平   | 10   | 2    | 1    | 1:56.8  | （Success Drake） |
| 19/9/2022  | 日本     | 中山 | 草2200 | GII  | 聖烈特紀念   | 56   | 松山弘平   | 13   | 9    | 1    | 2:11.8  | （一勝再勝）      |
| 23/10/2022 | 日本     | 阪神 | 草3000 | GI   | 菊花賞       | 57   | 松山弘平   | 18   | 1    | 8    | 3:04.0  | 一勝再勝          |
| 22/1/2023  | 日本     | 中山 | 草2200 | GII  | 美國賽馬會盃 | 57   | 李慕華     | 14   | 10   | 5    | 2:14.0  | 北橋              |
| 23/4/2023  | 日本     | 京都 | 草1600 | GII  | 讀賣盃       | 58   | 西村淳也   | 15   | 7    | 2    | 1:31.5  | 速度大師          |
| 4/6/2023   | 日本     | 東京 | 草1600 | GI   | 安田紀念     | 58   | 西村淳也   | 18   | 7    | 4    | 1:31.6  | 前人足跡          |
| 249/2023   | 日本     | 中山 | 草2200 | GII  | 產經賞       | 57   | 西村淳也   | 15   | 7    | 5    | 2:12.4  | 利森名園          |
| 29/10/2023 | 日本     | 東京 | 草2000 | GI   | 秋季天皇賞   | 58   | 西村淳也   | 11   | 5    | 5    | 1:56.2  | 春秋分            |
| 2/12/2023  | 日本     | 阪神 | 草2000 | GIII | 挑戰盃       | 57   | 西村淳也   | 13   | 6    | 6    | 1:59.2  | 寶徠歌劇          |
| 18/2/2024  | 日本     | 東京 | 泥1600 | GI   | 二月錦標     | 58   | 長岡禎仁   | 16   | 7    | 2    | 1:35.9  | 尼羅長流          |
| 2/6/2024   | 日本     | 東京 | 草1600 | GI   | 安田紀念     | 58   | 長岡禎仁   | 18   | 2    | 4    | 1:32.6  | 浪漫勇士          |
| 1/12/2024  | 日本     | 中京 | 泥1800 | GI   | 日本冠軍盃   | 58   | 長岡禎仁   | 16   | 16   | 15   | 1:53.7  | 清爽口味          |
| 23/2/2025  | 日本     | 東京 | 泥1600 | GI   | 二月錦標     | 58   | 長岡禎仁   | 16   | 15   | 7    | 1:36.5  | 葡北佳景          |
| 27/4/2025  | 香港     | 沙田 | 草1600 | GI   | 冠軍一哩賽   | 57   | 川田將雅   | 13   | 13   | 9    | 1:33.90 | 紅運帝王          |
| 8/6/2025   | 日本     | 東京 | 草1600 | GI   | 安田紀念     | 58   | 吉村誠之助 | 18   | 7    | 2    | 1:32.9  | 遠觀天象          |

## 血統簡介
父系爲一級賽七勝、2016及2017年日本馬王北部玄駒，祖父Black Tide雖二十二戰只得三勝，但血統上並不俗，爲日本最強賽馬之一大震撼的全兄。
母系Natale為日本賽駒，生涯於地方有良好表現，曾勝出三項地方重要賽事。外祖父大洋船爲美國生產的日本賽駒，於草地泥地賽事均有表現，曾勝出NHK一哩賽及日本盃泥地大賽。

### 血統表
| 父線：週日寧靜系（Halo系）                             |                             |                |                 |
| 種馬 北部玄駒 2012年（棗色）                           | Black Tide 2001年（深棗色） | 週日寧靜       | Halo            |
| 種馬 北部玄駒 2012年（棗色）                           | Black Tide 2001年（深棗色） | 週日寧靜       | Wishing Well    |
| 種馬 北部玄駒 2012年（棗色）                           | Black Tide 2001年（深棗色） | 風中秀髮       | Alzao           |
| 種馬 北部玄駒 2012年（棗色）                           | Black Tide 2001年（深棗色） | 風中秀髮       | Burghclere      |
| 種馬 北部玄駒 2012年（棗色）                           | Sugar Heart 2005年（棗色）  | 櫻花進王       | Sakura Yutaka O |
| 種馬 北部玄駒 2012年（棗色）                           | Sugar Heart 2005年（棗色）  | 櫻花進王       | Sakura Hogaromo |
| 種馬 北部玄駒 2012年（棗色）                           | Sugar Heart 2005年（棗色）  | Otome Gokoro   | Judge Angelucci |
| 種馬 北部玄駒 2012年（棗色）                           | Sugar Heart 2005年（棗色）  | Otome Gokoro   | Tizly           |
| 繁殖雌馬 Natale 2008年（灰色）                         | 大洋船 1998年（灰色）       | French Deputy  | Deputy Minister |
| 繁殖雌馬 Natale 2008年（灰色）                         | 大洋船 1998年（灰色）       | French Deputy  | Mitterand       |
| 繁殖雌馬 Natale 2008年（灰色）                         | 大洋船 1998年（灰色）       | Blue Avenue    | Classic Go Go   |
| 繁殖雌馬 Natale 2008年（灰色）                         | 大洋船 1998年（灰色）       | Blue Avenue    | Eliza Blue      |
| 繁殖雌馬 Natale 2008年（灰色）                         | Rosy Charm 2001年（棗色）   | 夜舞           | 週日寧靜        |
| 繁殖雌馬 Natale 2008年（灰色）                         | Rosy Charm 2001年（棗色）   | 夜舞           | Dancing Key     |
| 繁殖雌馬 Natale 2008年（灰色）                         | Rosy Charm 2001年（棗色）   | Christmas Rose | 北方風味        |
| 繁殖雌馬 Natale 2008年（灰色）                         | Rosy Charm 2001年（棗色）   | Christmas Rose | November Rose   |
| 雌系：Plucky Liege系（號族：16-a）                     |                             |                |                 |
| 五代內近親交配：週日寧靜 3×4、北方風味 5×4、利法爾 5×5 |                             |                |                 |

## 命名由來
名字中，Gaia（ガイア）為古希臘神話中的地母神盖亚，香港採用「地神」作為翻譯，Force（フォース）即是「力量」，香港則簡化為「力」。

## 外部連結
- 地神力 netkeiba.com
- 血統表